# John Niemeyer Findlay
John Niemeyer Findlay, citato spesso come J.N. Findlay (Pretoria, 25 novembre 1903 – 27 settembre 1987), è stato un filosofo sudafricano. È noto principalmente per i suoi studi su Hegel, per i contributi all'analisi del problema del tempo, per le riflessioni originali nel campo della teologia filosofica e, in particolare, per il suo peculiare "misticismo razionale" (rational mysticism). Fu, inoltre, il traduttore inglese delle Ricerche logiche di Husserl.

## Biografia
John Niemeyer Findlay nacque a Pretoria nel 1903, figlio dell'avvocato John Hudson Lamb Findlay e di Elizabeth Aletta Niemeyer. A partire dall'età di 7 anni il giovinetto si attenne, per ragioni etiche, al principio del vegetarianismo.
Findlay si avvicinò alla filosofia leggendo la Logica di Hegel. Da giovane si dedicò al teatro e alla poesia, maturando però nel frattempo anche un interesse per il misticismo che sarebbe poi rimasto al centro dei suoi studi. Nel periodo in cui studiò lettere classiche e filosofia all'Università di Pretoria tale interesse si declinò tra l'altro nell'affiliazione di Findlay al movimento teosofico e nella sua crescente attenzione per il buddhismo, l'induismo, la cabala. Collegato a questi interessi era il suo studio del platonismo e del neoplatonismo; anche Spinoza, Kant e soprattutto Hegel furono tra i filosofi di riferimento per il suo pensiero.
Tra il 1924 e il 1926 Findlay proseguì i suoi studi presso il Balliol College dell'Università di Oxford grazie a una Rhodes Scholarship, la prestigiosa borsa di studio istituita da Cecil Rhodes. Findlay conseguì il dottorato a Graz, in Austria, e fu per un periodo titolare di una cattedra a Pretoria prima di trasferirsi in Nuova Zelanda, presso l'Università di Otago, dove insegnò filosofia morale e filosofia della mente tra il 1934 e il 1944. Nel 1941 aveva sposato Aileen Hawthorn, che gli avrebbe dato due figli.
Findlay fece quindi ritorno in Sudafrica, dove insegnò al Rhodes University College di Grahamstown e all'Università di Natal di Pietermaritzburg; a partire dal 1948 insegnò al King's College dell'Università di Newcastle upon Tyne e a partire dal 1951 al King's College di Londra.
Tra il 1967 e il 1972 Findlay fu Clark Professor of Metaphysics and Moral Philosophy presso l'Università di Yale, e dal 1972 fino alla morte (avvenuta nel 1987) fu titolare della Borden Parker Bowne Chair of Philosophy dell'Università di Boston.

## Pensiero
Come storico della filosofia, Findlay è noto per il suo importante saggio su Hegel Hegel: A Re-examination (1958) oltre che per studi su Platone, Kant, Meinong e Wittgenstein. È degna di nota anche la sua traduzione in inglese delle Ricerche logiche di Husserl.
Come pensatore originale egli, specialmente nelle sue quattro opere principali (Values and Intentions, 1961; The Discipline of the Cave, 1966; The Transcendence of the Cave, 1966; Ascent to the Absolute, 1970), elaborò una teologia filosofica che denominò "misticismo razionale" (rational mysticism) e, inoltre, fu autore di una serie di riflessioni che – in una chiave neoplatonica – abbracciavano l'etica, l'esperienza religiosa e l'Assoluto.

## Opere

### Libri
- Meinong's Theory of Objects, Oxford University Press, 1933 (2ª ed. Meinong's Theory of Objects and Values, 1963);
- Hegel: A Re-examination, London, Allen & Unwin/New York, Macmillan, 1958;
- Values and Intentions, London, Allen & Unwin, 1961;
- Language, Mind and Value, London, Allen & Unwin/New York, Humanities Press, 1963;
- The Discipline of the Cave, London, Allen & Unwin/New York, Humanities Press, 1966;
- The Transcendence of the Cave, London: Allen & Unwin/New York: Humanities Press, 1967;
- Axiological Ethics, London, Macmillan, 1970;
- Ascent to the Absolute, London, Allen & Unwin/New York, Humanities Press, 1970;
- Psyche and Cerebrum, Milwaukee, Marquette University Press, 1972;
- Plato: The Written and Unwritten Doctrines, London, Routledge and Kegan Paul/New York, Humanities Press, 1974;
- Plato and Platonism, New York, New York Times Book Co., 1976;
- Kant and the Transcendental Object, Oxford, Clarendon Press, 1981;
- Wittgenstein: A Critique, London, Routledge and Kegan Paul, 1984.

### Articoli
- "Time: A Treatment of Some Puzzles", Australasian Journal of Psychology and Philosophy, vol. 19, n. 13 (dicembre 1941): 216-235;
- "Morality by Conventions", Mind, vol. 33, n. 210 (1944): 142-169;
- "Can God's Existence Be Disproved?", Mind, vol. 37, n. 226 (1948): 176-183; ristampato in Flew, A. e MacIntyre, A. C. (a cura di), New Essays in Philosophical Theology, New York, Macmillan, 1955;
- "Linguistic Approach to Psychophysics", Proceedings of the Aristotelian Society, vol. 50 (1949-1950): 43-64;
- "The Justification of Attitudes",  Mind, vol. 43, n. 250 (1954): 145-161;
- "Use, Usage and Meaning", Proceedings of the Aristotelian Society, volumi supplementari, vol. 35 (1961): 223-242;
- "Foreword", in Hegel's Logic, Being Part One of The Encyclopaedia of the Philosophical Sciences (1830), Clarendon Press, 1975. ISBN 978-0-19-824512-4;
- "Foreword", in G.W.F. Hegel, Phenomenology of Spirit, Oxford University Press, 1977. ISBN 978-0-19-824597-1;
- "Analysis of the Text", in G.W.F. Hegel, Phenomenology of Spirit, Oxford University Press, 1977: 495-592. ISBN 978-0-19-824597-1;
- "The Myths of Plato", Dionysius, vol. II (1978): 19-34.